# DierOpDrie
DierOpDrie was een muziekprogramma van de TROS en werd uitgezonden op 3FM. De presentatie was in handen van Edwin Diergaarde. Er konden platen aangevraagd worden, er waren prijzen te winnen en elke zondag was er De Hete Zweetplaat.
In verband met het vertrek van Diergaarde van 3FM naar Radio Decibel, was op zondag 1 februari 2009 de laatste uitzending van DierOpDrie te horen. Sinds zaterdag 7 februari 2009 kon van 10.00 tot 12:00 uur het programma Annemieke Hier! met Annemieke Schollaardt worden beluisterd.
21 Jaar TROS Pop · 3FM BPM: MinistryOfBeats · 3FM Weekend Request · 3voor12Radio · AdreneLine · Altijd de eerste · ...And all that jazz · Andres · Angelique · Angeliques Afternoon · Annemieke Hier · Annemieke Plays · Anoûl · Arbeidsvitaminen · De Avondspits · De avonturen van Mark · Barend · Barend & Benner · Barend en Wijnand · De Bende van Van der Lende · De Boem Boem Disco Show · The Breakfast Club · Claudia d'r op · Club Carter · Curry en Van Inkel · De Dansbar · Dansen met Delsing · Dit is Domien · Domien, Jouw Ochtendshow · ... & dit is Claudia · Ekstra Weekend · Eva · Eva en Giel · Evers staat op · Frank & Eva: Welkom bij de club! · Franks feestje · GIEL · Harm dB · Hein · Herman · Het Betere Werk · Hier! · Jamie · Jan-Paul · Jasper · Joost · Jorien · Kaat tot Laat · Kevin · Lang leve het weekend! · LEX · Lieke · Markplaats · Mark + Rámon · Mega Top 30 · Michiel · Obi · De ochtenddienst · Olivier · De Orde van de Nacht · Parels van de nacht · Partij voor de Vrijdag · (P)laatwerk · RabRadio · Radio op 'n broodje · Rob · Rob & Wijnand en de Ochtendshow · Sanderdome · Sanders Vriendenteam · Saskia en Olivier · Slapen is voor Losers! · Slapen kan altijd nog · De Steen en Been Show · Studio Saskia · Superrradio · Tannaz · Thijs · Timur op 3FM · Vera on Track · Vier Sas! · Vrij · Weekend Wijnand · Wijnand · @Work · Xnoizz
Annemieke Hier (NPO 3FM) · Avondconcert (NPO Radio 4/NPS) · BIS! (NPO Radio 4) · Dance Classics Party Request (NPO 3FM) · De radioshow van Bart (NPO 3FM) · Een Goedemorgen Met... (NPO Radio 4) · Gouden Uren (NPO Radio 2) · Jong Talent (NPO Radio 4/KRO) · Kamerbreed (NPO Radio 1) · Mega Top 50 (NPO 3FM) · Middagconcert (NPO Radio 4/NPS) · Muziek Aan Tafel (NPO Radio 4) · Muziekcafé (NPO Radio 2) · Nieuwsshow (NPO Radio 1) · NL (NPO Radio 2) · Opmaat Van 4 (NPO Radio 4) · Top 50 Op 4 (NPO Radio 4) · Radio Online (NPO Radio 1) · Weekend DNA (NPO 3FM/NPS) · Zaterdagmatinee (NPO Radio 4/NPS/AVRO)